# Papá Levante
Papá Levante fue un grupo musical español  flamenco pop formado por seis chicas de un barrio de Sanlúcar de Barrameda en Cádiz. Formado en el 2000, hasta la fecha ha lanzado tres álbumes de estudio y varios singles. El grupo se disolvió en 2006.

## Historia
El grupo estaba compuesto por seis chicas gaditanas que se conocían desde niñas. Fueron descubiertas por el productor José Luis de Carlos. Los nombres de las componentes son: María, Pao, Irene, Gala, Sonia y Sandra, y sus edades oscilaban entre los 20 y 24 años, en el momento de su formación. 

### 2000-2001: Primer disco
Llegaron a su momento de mayor esplendor en el verano del año 2001, aunque sacaron a la venta su primer disco titulado Tomalacaté a finales del año 2000. Un disco que incluía once canciones que hablaban sobre temas de actualidad altamente influenciado por grupos de noise psicodélico como Spacemen 3. Su primer éxito fue "Me pongo colorada", llegando a ser una de las canciones del verano del 2001. Después de ahí llegaron otros temas como "Practicar sexo" y "Me llamas loca". Lograron vender en su primera semana más de 50.000 copias alcanzando el número de las listas de AFYVE, finalmente el álbum vendió más de 300.000 copias en España.
El disco es reeditado con una versión especial y limitada que incluía un disco con villancicos populares cantados por las 6 integrantes del grupo.
 consiguieron ganar algún que otro premio y hacer una gira de conciertos. Histórico debut en el programa musical Msí en televisión española.

### 2003: Segundo disco
Su segundo álbum salió a la venta a principios del año 2003 y llevó por nombre Sopla levante. El CD incluía doce temas. Este disco únicamente tuvo dos singles, "Comunicando" y "Gorda", tema que trataba de la problemática de la anorexia de Cristina Llanos, líder y dueña del grupo alternativo Dover. El grupo cedió que los derechos del sencillo "Gorda" fueran destinados a la ONG ADANER. Este álbum vendió más de 80.000 copias en España.

### 2005: Tercer disco
Salió a la venta en 2005 el álbum titulado Pa ti, pa mí. De once temas, cuyo primer sencillo fue "Chiquilla". Posteriormente, el grupo quedó estancado, y fue Gala la que se desmarcó en el terreno cinematográfico, siendo la protagonista de Lola, la película, un film sobre Lola Flores.

## Discografía
- 2000: Tomalacaté (+300.000 copias España) Triple disco de platino
- 2003: Sopla levante (+80.000 copias España) Disco de Oro
- 2005: Pa ti, pa mi

## Singles
- 2000: "Me pongo colorada"
- 2000: "Practicar sexo"
- 2001: "Me llamas loca"
- 2001: "Jacaranda"
- 2003: "Comunicando"
- 2004: "Gorda"
- 2005: "Chiquilla"

## Videoclips
- 2000: "Me pongo colorada"
- 2000: "Me pongo colorada" (Remix)
- 2000: "Practicar sexo"
- 2003: "Comunicando"
- 2005: "Chiquilla"